# Il prodigio
Il prodigio (The Wonder) è un film del 2022 diretto da Sebastián Lelio.
La pellicola è l'adattamento cinematografico del romanzo Il prodigio di Emma Donoghue, co-autrice della sceneggiatura insieme ad Alice Birch e allo stesso Lelio.

## Trama
Nel 1862, l'infermiera Elizabeth "Lib" Wright, che ha prestato servizio durante la guerra di Crimea, viene invitata in un villaggio rurale irlandese per osservare un'undicenne di nome Anna O'Donnell, la cui famiglia sostiene che non mangi da mesi. Lib verrà assistita dalla suora Michael, così che la bambina venga osservata ininterrottamente giorno e notte, e le due dovranno poi riferire le loro scoperte a un consiglio composto dal dottor McBrearty, dal parroco Thaddeus, dall'anziano Sir Otway e dal proprietario terriero John Flynn.
Lib accetta l'incarico con scetticismo e si reca alla fattoria degli O'Donnell, dove incontra la famiglia profondamente religiosa di Anna composta da sua sorella maggiore Kitty, la madre Rosaleen e il padre Malachy. Anna appare in buona salute nonostante il presunto lungo digiuno e afferma di mantenersi in vita consumando la "manna del cielo"; inoltre, riceve spesso visitatori desiderosi di assistere a un miracolo. Lib fa la conoscenza anche di William Byrne, un locale che lavora come giornalista per il Daily Telegraph, il quale è stato inviato ad approfondire la storia di Anna. William confida alla donna di credere che la famiglia O'Donnell stia bluffando.
L'osservazione delle condizioni di Anna non dà prova di alcun inganno e Lib stringe amicizia con la bambina. Come i familiari, Anna è ligia alla religione, prega sempre prima di andare a dormire e confessa a Elizabeth di temere la sorte dei dannati all'Inferno. Al contempo, Lib inizia una relazione con William e viene a sapere da Kitty che una volta lei e William erano stati intimi, pertanto lui era stato mandato via da scuola e la famiglia di William era successivamente morta durante la grande carestia dopo essersi barricati nella loro casa per non farsi vedere in pubblico.
Dopo aver appreso che la famiglia di Anna prega con la ragazza ogni sera prima di andare a letto, Lib proibisce ai familiari di entrare nella stanza della ragazza, angosciandoli; anche Padre Thaddeus rimprovera Lib per le sue azioni, ma lei non desiste. Il dottor McBrearty, per spiegare la resilienza di Anna, suggerisce che la ragazza converta la luce solare in energia. Successivamente, le condizioni di Anna subiscono un rapido peggioramento e William informa Lib che ha già presentato al giornale un articolo nel quale attribuisce la colpa dell'imminente morte di Anna alla sua famiglia e alla comunità.
Nel tentativo di salvarla, Lib tenta dapprima di nutrire forzatamente Anna, ma la bambina si oppone. Malachy confessa di non poter intervenire perché Anna gli ha fatto promettere di non chiederle di mangiare e Lib deduce che la "manna" a cui si riferiva la bambina era cibo masticato dalla madre che le immetteva in bocca attraverso i baci che le dava la notte e la mattina dopo le preghiere. Parlandone con Anna, la ragazza rivela il motivo del suo digiuno: suo fratello maggiore l'aveva violentata ripetutamente da quando aveva nove anni, per poi morire di una malattia misteriosa. Ritenendo l'accaduto una punizione divina, Rosaleen ha accusato Anna della morte di suo fratello e della sua condanna eterna all'Inferno; pertanto, Anna crede che, sacrificando la sua vita, salverà quella di suo fratello dalla dannazione.
Lib convoca il consiglio e li informa delle sue scoperte, ma Anna e Suor Michael negano che Rosaleen abbia mai nutrito la figlia. Padre Thaddeus dice alla ragazzina morente che la sera seguente si terrà una messa in suo onore. Lib, che ha perso il figlio a due settimane dalla nascita, prega Rosaleen di risparmiare Anna dalla morte, ma la donna sostiene che Anna è stata "scelta da Dio" e che la sua morte porterà lei e il fratello in Paradiso. Lib e William escogitano quindi un piano per salvare la bambina: mentre gli O'Donnell sono a messa, Lib dice ad Anna che, mentre lei morirà, vivrà una nuova bambina di nome "Nan", nomignolo dato alla ragazza da parte dell'infermiera. Lib porta la morente Anna in un pozzo sacro vicino alla fattoria e dice che "Anna" può andare da Dio, riuscendo poi a darle da mangiare.
Un incendio appiccato volontariamente da Lib distrugge la fattoria e tutte le prove del presunto miracolo di Anna; Lib si incontra con il consiglio e afferma che Anna è morta di cause naturali, prima che Lib facesse cadere accidentalmente una lampada appiccando il fuoco nell'abitazione. Lib incontra nuovamente Suor Michael, la quale dice di aver visto quella che ha creduto una visione di un angelo con Anna che se ne andavano dalla zona. A Dublino, Lib incontra William e Nan, tornata in salute; i tre salgono su una nave diretta a Sydney spacciandosi per una famiglia e se ne vanno.

## Produzione
Le riprese sono iniziate in Irlanda il 12 agosto 2021.

## Distribuzione
Il film ha avuto la sua prima il 2 settembre 2022 in occasione del Telluride Film Festival e nello stesso mese è stato presentato anche al Toronto International Film Festival e al Festival internazionale del cinema di San Sebastián. La pellicola è stata resa disponibile su Netflix dal 16 novembre 2022.

## Accoglienza

### Critica
Sull'aggregatore Rotten Tomatoes il film ottiene l'85% delle recensioni professionali positive con un voto medio di 7,3 su 10 basato su 52 recensioni. Il consenso del sito web recita: "L'atmosfera è avvincente e la storia è affascinante, ma la meraviglia di questo dramma d'epoca risiede davvero nella straordinaria interpretazione di Florence Pugh". Su Metacritic, ha un punteggio di 71 su 100 basato su 20 recensioni.
Recensendo il film dopo la sua prima al Telluride Film Festival, David Ehrlich di IndieWire lo ha definito un "racconto sontuoso ma leggermente crudo", elogiando la regia di Lelio, le interpretazioni del cast, la fotografia e la colonna sonora. Peter Bruge ha elogiato le interpretazioni del cast nella sua recensione per Variety, ma ha criticato la sceneggiatura, riassumendola come un "adattamento imparziale ma alla fine assurdo". Stephen Farber dell' Hollywood Reporter lo ha trovato uno "studio illuminante di oscuri pregiudizi" e ha elogiato la performance di Pugh e la regia di Lelio, che, a suo avviso, rappresenta forse il suo "più bel risultato fino ad oggi".

## Riconoscimenti
- 2022 – British Independent Film Awards[9]
  - Candidatura per il miglior film indipendente britannico
  - Candidatura per il miglior cast
  - Candidatura per il miglior regista a Sebastián Lelio
  - Candidatura per la miglior performance protagonista a Florence Pugh
  - Candidatura per la miglior performance esordiente a Kíla Lord Cassidy
  - Candidatura la miglior sceneggiatura a Sebastián Lelio, Alice Birch e Emma Donoghue
  - Candidatura per la miglior fotografia a Ari Wegner
  - Candidatura per i migliori costumi a Odile Dicks-Mireaux
  - Candidatura per la miglior colonna sonora a Matthew Herbert
  - Candidatura per il miglior trucco e acconciature a Morna Ferguson e Lorri Ann King
  - Candidatura per il miglior sonoro a Hugh Fox e Ben Baird
  - Candidatura per la miglior scenografia a Billur Turan